# The Execution of Mary Stuart
The Execution of Mary Stuart é um curta-metragem, produzido em 1895 por Thomas Edison. O filme retrata a execução de Maria I da Escócia. Foi, provavelmente, o primeiro da história a usar atores treinados, assim como a usar efeitos especiais.
O filme mostra Mary, que é interpretada por uma atriz desconhecida, sendo levada para o local da execução. O efeito especial acontece na cena em que o carrasco levanta o machado, quando a atriz é substituída por um manequim.
Nas cenas seguintes, a cabeça do manequim é cortada e o carrasco levanta-a no final do filme.

## Disponibilidade
O filme está atualmente em domínio público.